# Herveo
Herveo là một khu tự quản thuộc tỉnh Tolima, Colombia. Thủ phủ của khu tự quản Herveo đóng tại Herveo Khu tự quản Herveo có diện tích 341 ki lô mét vuông. Đến thời điểm ngày 28 tháng 5 năm 2005, khu tự quản Herveo có dân số 10292 người.